# Paul Évariste Parmentier
Paul Évariste Parmentier (29 aprile 1860 – 10 maggio 1941) è stato un botanico francese.